# مارکه
مارکه (به ایتالیایی: Marche) یکی از ۲۰ ناحیه ایتالیا است که در مرکز این کشور قرار دارد و به صورت خود مختار اداره می‌شود.
این ناحیه از سمت شمال و شمال غرب با ناحیه امیلیا-رومانیا و جمهوری سن مارینو، از سمت غرب با ناحیه اومبریا، از جنوب با آبروتزو و لاتزیو و از شرق با دریای آدریاتیک هم‌مرز است.
کفش و تفنگ از محصولات صادراتی این ناحیه هستند که به سراسر جهان صادر میشود.
غلات ، سبزیجات و قارچ دنبلان از مهمترین محصولات کشاورزی این ناحیه هستند.

## جمعیت شناسی
| سال      | میزان جمعیت |
| -------- | ----------- |
| 2019     | 1.520.321   |
| 2020     | 1.512.672   |
| 2021     | 1.495.820   |
| 2022     | 1.487.150   |
| Jan-2023 | 1.480.839   |